# Cronologia delle prime immagini della Terra dallo spazio
Questa è la cronologia delle prime immagini della Terra dallo spazio. Alcune di queste foto sono diventate iconiche e vengono ricordate nell'immaginario collettivo.
Ai fini della redazione di questa lista, si considera "spazio" quello al di sopra della Linea di Kármán (cioè i 100 km di altezza).

## Lista
| Data                    | Mezzo o missione          | Immagine                      | Evento |
| ----------------------- | ------------------------- | ----------------------------- | --- |
| 24 ottobre 1946         | V2                        | senza cornice                 | Prima immagine in assoluto della Terra dallo spazio (pubblicata solo nel 1950).                                                                                |
| 7 marzo 1947            | V2                        | senza cornice                 | Prima foto della Terra pubblicata in assoluto (25 marzo 1947).                                                                                                 |
| 26 luglio 1948          | V2                        | senza cornice                 | Primo collage di immagini della Terra dallo spazio. |
| 5 ottobre 1954          | Aerobee AJ10-24 RTV-N-10b | senza cornice                 | Prima immagine a colori come parte del primo collage di immagini a colori della Terra dallo spazio.                                                            |
| 14 agosto 1959          | Explorer 6                | senza cornice                 | Prima foto della Terra scattata dall'orbita. |
| 1960                    | Tiros-I                   | senza cornice                 | Prima immagine televisiva della Terra dallo spazio. |
| 1961                    | Vostok 2                  | [ 7 ]                         | Prima foto della Terra scattata da un essere umano nello spazio (German Stepanovič Titov).                                                                     |
| 1963                    | KH-7 GAMBIT               |                               | Prima immagine satellitare ad alta risoluzione. |
| 1964                    | Quill                     | senza cornice                 | Prime immagini radar (SAR) della Terra. |
| 18 marzo 1965           | Voschod 2                 | [ 11 ]                        | Prima immagine della Terra dallo spazio insieme a un essere umano (Aleksej Leonov; primo EVA).                                                                 |
| 18 marzo 1965           | Voschod 2                 | [ 13 ]                        | Prima opera d'arte realizzata nello spazio. |
| 30 maggio 1966          | Molnija 1-3               | [ 15 ]                        | Prima immagine dell'intero pianeta Terra. |
| 23 agosto 1966          | Lunar Orbiter 1           | senza cornice                 | Prima foto della Terra ripresa da un altro oggetto astronomico (la Luna) e prima foto della Terra e della Luna assieme dallo spazio.                           |
| 12 novembre 1966        | Gemini 12                 | senza cornice                 | Primo selfie in un EVA (Buzz Aldrin). |
| 11 dicembre 1966        | ATS-1                     | senza cornice                 | Prima immagine della Terra e della Luna scattata dall'orbita della Terra.                                                                                      |
| 11 dicembre 1966        | ATS-1                     | senza cornice                 | Prima foto dell'intero pianeta Terra ripresa da un'orbita geostazionaria.                                                                                      |
| 24 aprile 1967          | Surveyor 3                | senza cornice                 | Prime immagini del tramonto e dell'alba attorno alla Terra, e di un'eclisse.                                                                                   |
| 20 settembre 1967       | DODGE                     | senza cornice                 | Prima foto a colori (tramite filtri cromatici) dell'intero pianeta Terra.                                                                                      |
| 10 novembre 1967        | ATS-3                     | senza cornice                 | Prima foto a colori (reali) dell'intero pianeta Terra. |
| 21 dicembre 1968        | Apollo 8                  | senza cornice                 | Prima foto dell'intero pianeta scattata da un essere umano (William Anders).                                                                                   |
| 24 dicembre 1968        | Apollo 8                  | senza cornice                 | Prima foto della Terra scattata da un essere umano (Frank Borman) da un altro corpo celeste.                                                                   |
| 24 dicembre 1968        | Apollo 8                  | senza cornice                 | Sorgere della Terra: Prima foto a colori della Terra scattata da un essere umano (da parte di William Anders, pochi momenti dopo quella di Frank Borman).      |
| 21 luglio 1969          | Apollo 11                 | senza cornice                 | Prima foto scattata da un essere umano (indirettamente) della Terra dalla superficie di un altro corpo celeste. La Terra è visibile nel visore di Buzz Aldrin. |
| 21 luglio 1969          | Apollo 11                 | senza cornice                 | Prima foto scattata da un essere umano della Terra (direttamente) dalla superficie di un altro corpo celeste.                                                  |
| 7 dicembre 1972         | Apollo 17                 | senza cornice · senza cornice | Blue Marble: Prima immagine della Terra completamente illuminata                                                                                               |
| Luglio - settembre 1973 | Skylab 3                  | senza cornice                 | Prima foto a colori di un'aurora. |
| 18 settembre 1977       | Voyager 1                 | senza cornice                 | Prima foto di entrambi la Terra e la Luna interamente ripresi.                                                                                                 |
| 14 febbraio 1990        | Voyager 1                 | senza cornice                 | Pale Blue Dot (parte del Ritratto di famiglia): prima foto della Terra da oltre le orbite di tutti gli altri pianeti del Sistema Solare.                       |
| 11 dicembre 1990        | Galileo                   |                               | Primo video della rotazione del pianeta Terra. |
| 11 marzo 2004           | Spirit                    | senza cornice                 | Prima foto scattata dalla superficie di un altro corpo celeste che non sia la Luna (Marte).                                                                    |